# ایستگاه فریدریش‌اشتراسه برلین
ایستگاه فریدریش‌اشتراسه برلین (آلمانی: Berlin Friedrichstraße station) یک ایستگاه قطار در پایتخت آلمان برلین است که در فریدریش‌اشتراسه (خیابان فردریش) یکی از خیابان های اصلی شمالی جنوبی میته و جایی که با رود شپری برخورد دارد، قرار دارد.